# Conus acolus
Conus acolus é uma espécie de gastrópode do gênero Conus, pertencente à família Conidae.